# Zjarkent
Zjarkent (ryska: Жаркент, kazakiska: Жаркент) är en ort i Kazakstan. Den ligger i Almatyprovinsen, 29 kilometer från gränsen till Kina. Zjarkent ligger 636 meter över havet och antalet invånare 2016 var 41.120. Av dessa var 53 procent uigurer, 38 procent kazaker samt 9 procent ryssar och övriga. Staden hette till 1991 Panfilov (ryska: Панфилов) och är centralort i Panfilovdistriktet.
Zjarkent är ett gammalt uiguriskt bosättningsområde. Arkeologiska fynd i området har visat att Zjarkent en gång i tiden var en befäst ort vid Sidenvägen.
Det nutida Zjarkent grundades 1882 under namnet Dzjarkent. Generalen i den ryska armén Aleksej Nikolajevitj Kuropatkin fick i uppdrag att utse en plats för att grunda en centralort för distriktet. Han valde då den befintliga uigurbosättningen, som i första hand befolkades med kosacker som skulle bevaka gränsen mot Kina. På orten, som fick stadsrättigheter 1891, grundades ett bryggeri och en tobaksfabrik.
Mellan 1942 och 1991 hette staden Panfilov efter Ivan Panfilov, en rysk krigshjälte från andra världkriget som dog i strid 1941.
I staden ligger Zjarkents moské, som byggdes i trä mot slutet av 1800-talet. Den uppfördes genom insatser av den lokale uiguriske ledaren och köpmannen Vali Achun Juldaschew. Dess interiör liknar en buddhistisk pagods. Dess minbar ser mer ut som en kinesisk kejsartron är en predikstol. Mihrab, kupolerna och porten är gjorda i centralasisk stil, medan fönsterna har rysk influens. Moskén byggdes för 1.000 tillbedjare och är uppförd helt utan metallspik. Den är numera ett byggnadsminne och ett museum.
Staden har också en rysk-ortodox katedral i trä.

## Bildgalleri

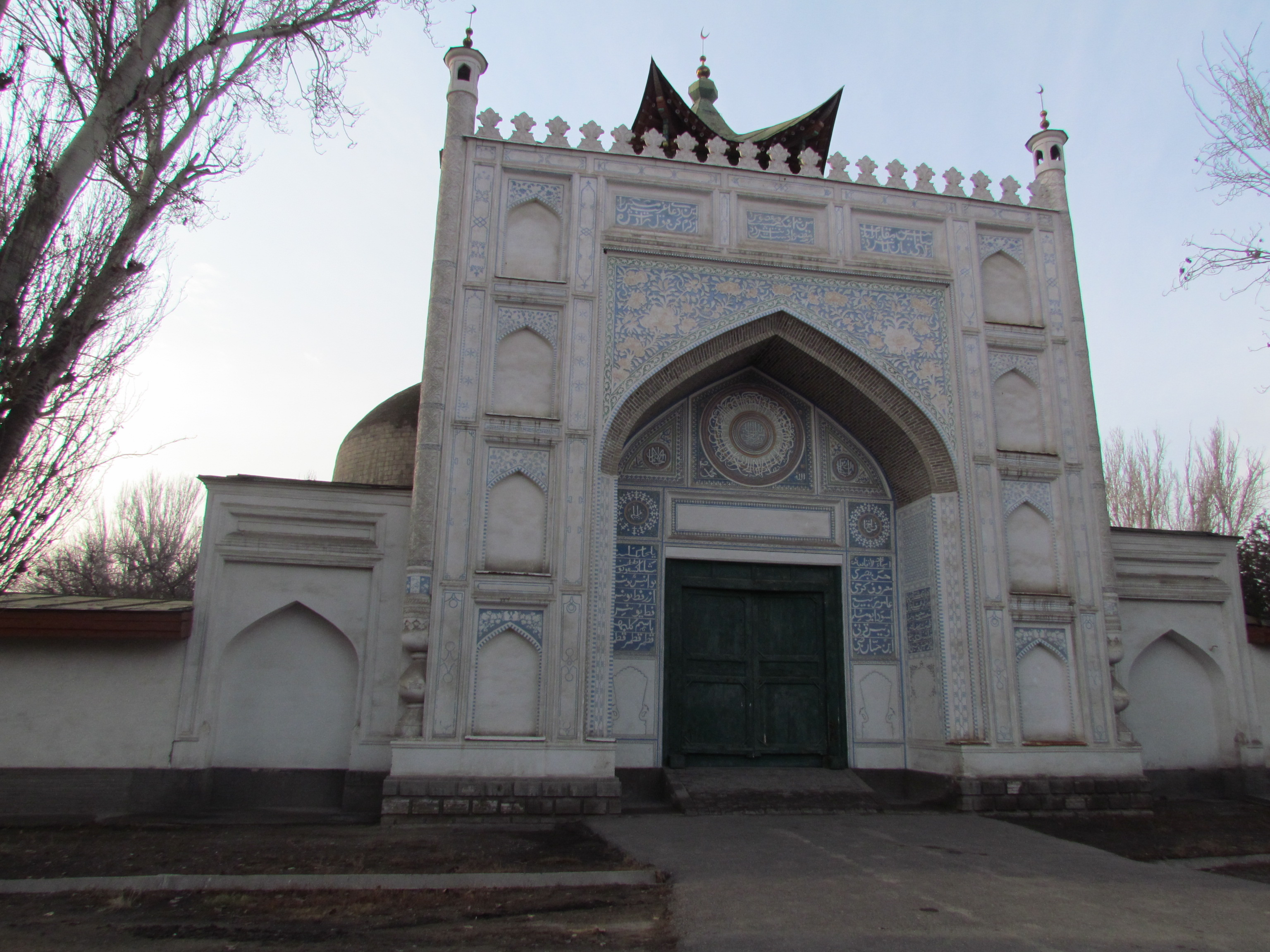
Ingången till Stora moskén i Zharkent
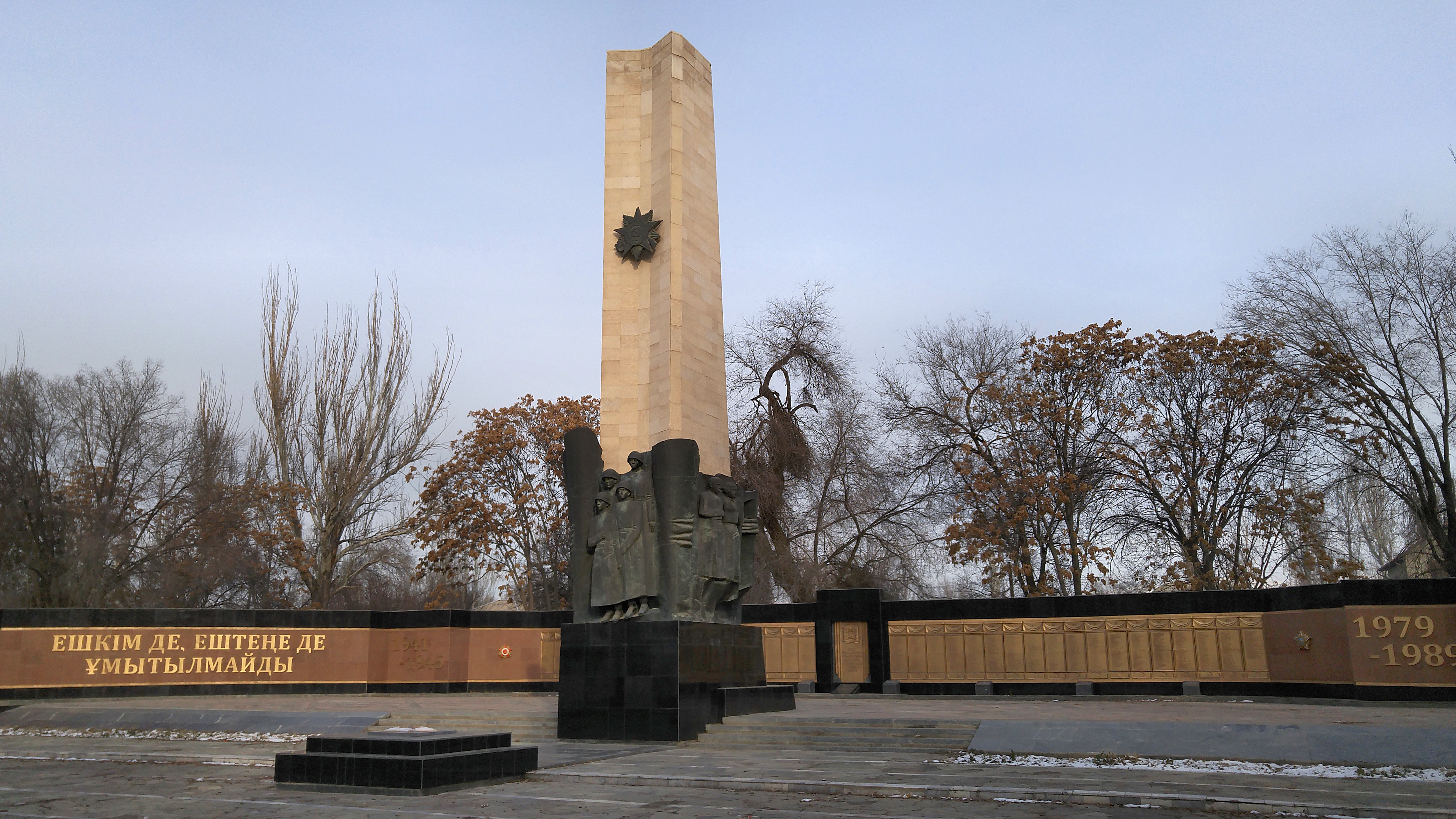
Krigsmonument i Zharkent
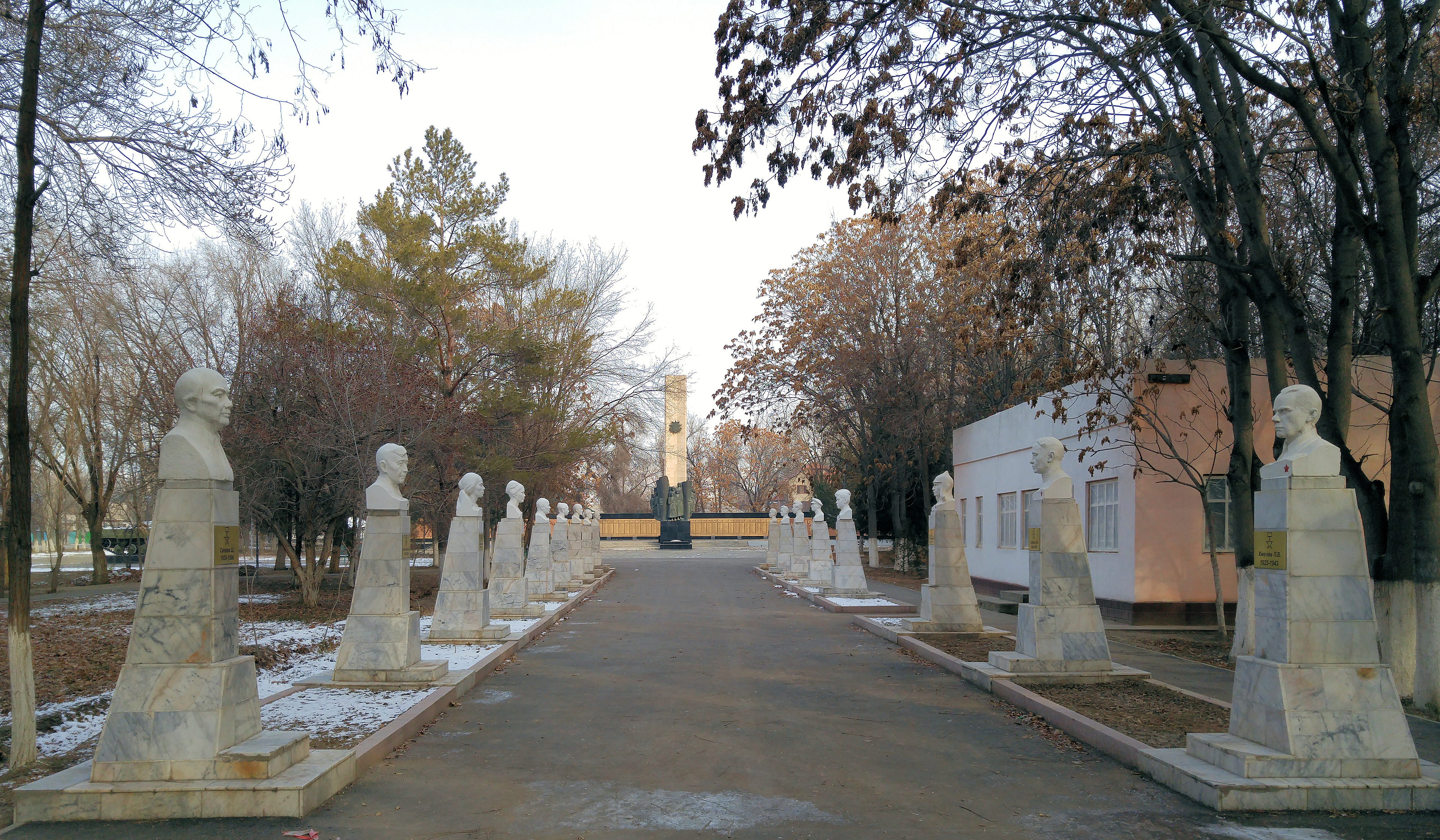
Berömda personers allé i Zharkent
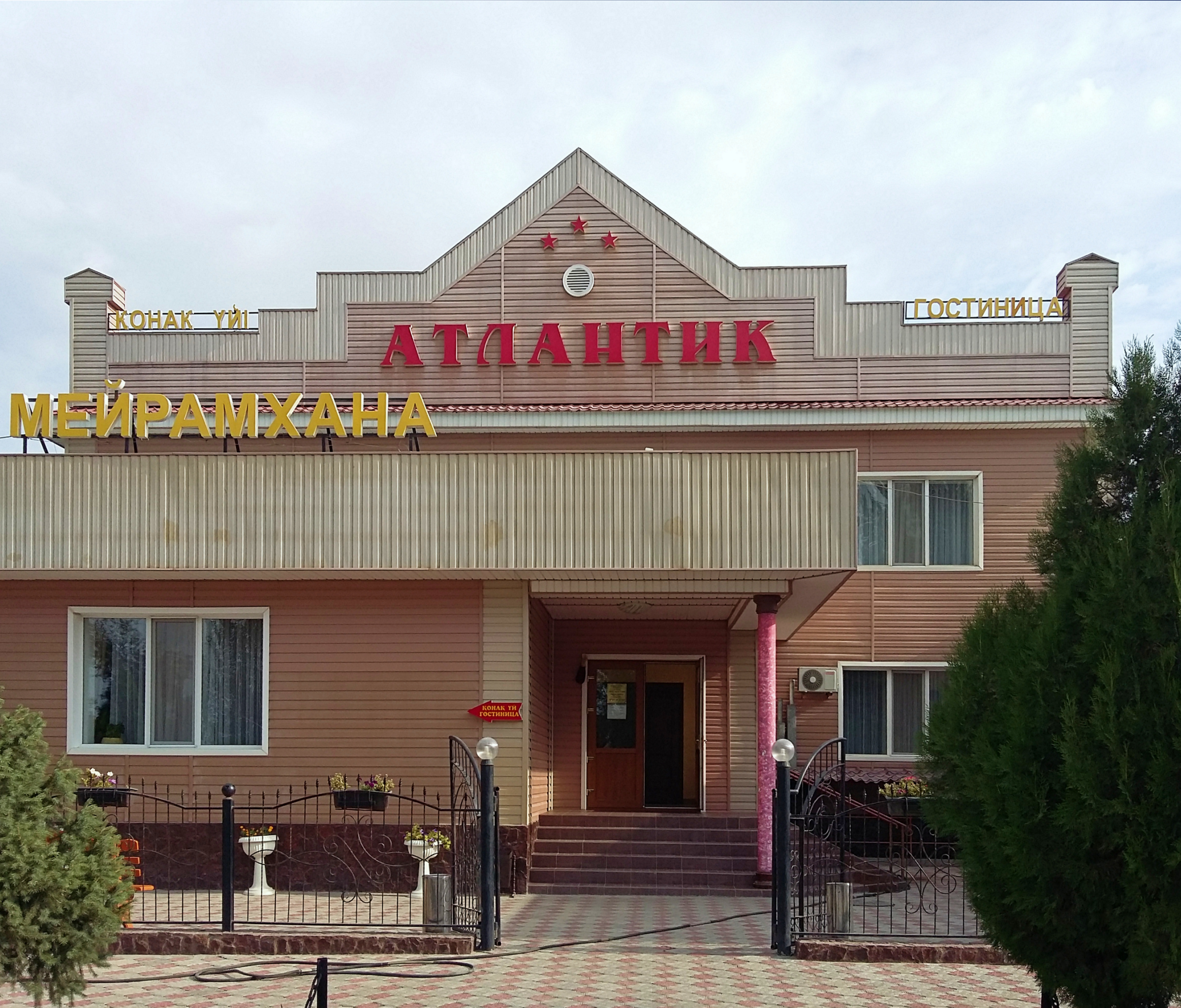
Hotell Atlantik